# Zypern-Cup 2014
Der Zypern-Cup 2014 war die 7. Ausspielung des seit 2008 alljährlich ausgetragenen Frauenfußballturniers für Nationalmannschaften und fand vom 5. bis 12. März 2014 wie zuvor an verschiedenen Spielorten in der Republik Zypern statt. Das Turnier wurde vom englischen, niederländischen und schottischen Verband organisiert. Titelverteidiger war die Mannschaft aus England, die im Finale gegen Frankreich mit 0:2 verlor. Mit Frankreich, Kanada und Australien nahmen drei Mannschaften aus den Top 10 der FIFA-Weltrangliste teil. Die übrigen Mannschaften der Top 10 – mit Ausnahme von Brasilien – nahmen am parallel dazu stattfindenden Algarve-Cup 2014 teil.
Spielorte waren das GSP-Stadion in Nikosia, das Ammochostos-Stadion und GSZ-Stadion in Larnaka sowie das Tasos Markou in Paralimni.

## Modus
Am Turnier nahmen zwölf Nationalmannschaften teil. Die acht am höchsten eingeschätzten Mannschaften bildeten die Gruppen A und B, die vier schwächeren Mannschaften die Gruppe C, wobei die in Gruppe C eingruppierte Mannschaft aus Südkorea in der FIFA-Weltrangliste besser platziert war als Schottland und Finnland, die in Gruppe B bzw. A spielten. Zuerst spielten die Teams in ihrer Gruppe jeder gegen jeden um die Platzierung. Dabei war zunächst die beste Punktzahl, dann der direkte Vergleich und erst danach die Tordifferenz für die Platzierung entscheidend. Der Modus für die Platzierungsspiele unterscheidet sich etwas vom Modus der Vorjahre und dem parallel laufenden Algarve-Cup, bei dem die besten Mannschaften aus Gruppe C gegen die viertplatzierten Mannschaften aus Gruppe A und B spielen. In diesem Jahr wird wie folgt verfahren:
- Spiel um Platz 11: Die zweitbeste viertplatzierte Mannschaft der Gruppen A und B gegen den Vierten der Gruppe C
- Spiel um Platz 9: Die drittplatzierte Mannschaft der Gruppe C gegen die beste viertplatzierte Mannschaft der Gruppen A oder B.
- Spiel um Platz 7: Die drittplatzierten Mannschaften der Gruppen A und B
- Spiel um Platz 5: Die zweitbeste zweitplatzierte Mannschaft der Gruppen A und B gegen den Zweiten der Gruppe C
- Spiel um Platz 3: Die beste zweitplatzierte Mannschaft der Gruppen A und B gegen den Sieger der Gruppe C.
- Endspiel: Die Sieger der Gruppen A und B spielen um den Turniersieg.

Stand es nach der regulären Spielzeit der Platzierungsspiele unentschieden, folgte keine Verlängerung, sondern direkt im Anschluss ein Elfmeterschießen.
Da die FIFA die Spiele als „Freundschaftsspiele“ einstuft, durfte jede Mannschaft pro Spiel sechs Auswechslungen vornehmen.

## Das Turnier

### Gruppenphase

#### Gruppe A
| Pl. | Land     | Sp. | S | U | N | Tore    | Diff. | Punkte |
| --- | -------- | --- | - | - | - | ------- | ----- | ------ |
| 1.  | England  | 3   | 3 | 0 | 0 | 007:000 | +7    | 09     |
| 2.  | Kanada   | 3   | 2 | 0 | 1 | 006:300 | +3    | 06     |
| 3.  | Italien  | 3   | 0 | 1 | 2 | 002:600 | −4    | 01     |
| 4.  | Finnland | 3   | 0 | 1 | 2 | 001:700 | −6    | 01     |

|                     |   |          |     |
| 5. März in Nikosia  |   |          |     |
| Kanada              | – | Finnland | 3:0 |
| 5. März in Larnaka  |   |          |     |
| England             | – | Italien  | 2:0 |
| 7. März in Larnaka  |   |          |     |
| Finnland            | – | England  | 0:3 |
| 7. März in Larnaka  |   |          |     |
| Italien             | – | Kanada   | 1:3 |
| 10. März in Nikosia |   |          |     |
| England             | – | Kanada   | 2:0 |
| 10. März in Larnaka |   |          |     |
| Italien             | – | Finnland | 1:1 |

#### Gruppe B
| Pl. | Land        | Sp. | S | U | N | Tore    | Diff. | Punkte |
| --- | ----------- | --- | - | - | - | ------- | ----- | ------ |
| 1.  | Frankreich  | 3   | 2 | 1 | 0 | 007:300 | +4    | 07     |
| 2.  | Schottland  | 3   | 2 | 1 | 0 | 009:600 | +3    | 07     |
| 3.  | Australien  | 3   | 0 | 1 | 2 | 006:900 | −3    | 01     |
| 4.  | Niederlande | 3   | 0 | 1 | 2 | 005:900 | −4    | 01     |

|                     |   |             |     |
| 5. März in Larnaka  |   |             |     |
| Niederlande         | – | Australien  | 2:2 |
| 5. März in Larnaka  |   |             |     |
| Frankreich          | – | Schottland  | 1:1 |
| 7. März in Nikosia  |   |             |     |
| Schottland          | – | Niederlande | 4:3 |
| 7. März in Nikosia  |   |             |     |
| Australien          | – | Frankreich  | 2:3 |
| 10. März in Nikosia |   |             |     |
| Niederlande         | – | Frankreich  | 0:3 |
| 10. März in Larnaka |   |             |     |
| Australien          | – | Schottland  | 2:4 |

#### Gruppe C
| Pl. | Land       | Sp. | S | U | N | Tore    | Diff. | Punkte |
| --- | ---------- | --- | - | - | - | ------- | ----- | ------ |
| 1.  | Südkorea   | 3   | 1 | 2 | 0 | 006:200 | +4    | 05     |
| 2.  | Irland     | 3   | 1 | 2 | 0 | 004:300 | +1    | 05     |
| 3.  | Schweiz    | 3   | 1 | 1 | 1 | 004:400 | ±0    | 04     |
| 4.  | Neuseeland | 3   | 0 | 1 | 2 | 002:700 | −5    | 01     |

|                       |   |            |     |
| 5. März in Paralimni  |   |            |     |
| Neuseeland            | – | Irland     | 1:1 |
| 5. März in Paralimni  |   |            |     |
| Schweiz               | – | Südkorea   | 1:1 |
| 7. März in Paralimni  |   |            |     |
| Irland                | – | Südkorea   | 1:1 |
| 7. März in Paralimni  |   |            |     |
| Schweiz               | – | Neuseeland | 2:1 |
| 10. März in Paralimni |   |            |     |
| Schweiz               | – | Irland     | 1:2 |
| 10. März in Paralimni |   |            |     |
| Südkorea              | – | Neuseeland | 4:0 |

### Platzierungsspiele
Spiel um Platz 11
|                       |   |            |           |
| 12. März in Paralimni |   |            |           |
| Finnland              | – | Neuseeland | 0:1 (0:1) |

Spiel um Platz 9
|                     |   |         |           |
| 12. März in Larnaka |   |         |           |
| Niederlande         | – | Schweiz | 4:1 (2:1) |

Spiel um Platz 7
|                       |   |            |           |
| 12. März in Paralimni |   |            |           |
| Italien               | – | Australien | 2:5 (0:3) |

Spiel um Platz 5
|                     |   |        |           |
| 12. März in Nikosia |   |        |           |
| Kanada              | – | Irland | 2:1 (0:1) |

Spiel um Platz 3
|                     |   |          |                      |
| 12. März in Larnaka |   |          |                      |
| Schottland          | – | Südkorea | 1:1 (0:0), 1.3 i. E. |

### Finale
| England                                     | England | Frankreich | Frankreich |
| ------------------------------------------- | --- | --- | ---------- |
| England                                     | \| 12. März 2014 in Nikosia (GSP-Stadion) \| \| Ergebnis: 0:2 (0:2) \| \| Schiedsrichterin: Esther Staubli ( Schweiz) \| | \| 12. März 2014 in Nikosia (GSP-Stadion) \| \| Ergebnis: 0:2 (0:2) \| \| Schiedsrichterin: Esther Staubli ( Schweiz) \| | Frankreich |
| England                                     | Siobhan Chamberlain • Alex Scott, Steph Houghton , Lucy Bronze, Demi Stokes • Fara Williams, Karen Carney (66. Lianne Sanderson), Anita Asante (51. Jill Scott) • Toni Duggan, Natasha Dowie (66. Kelly Smith), Gemma Davison (58. Eniola Aluko) Cheftrainer: Mark Sampson | Sarah Bouhaddi • Griedge Mbock Bathy, Wendie Renard , Laura Georges, Jessica Houara • Élodie Thomis (53. Marina Makanza), Élise Bussaglia, Camille Abily, Louisa Nécib • Eugénie Le Sommer (69. Kheira Hamraoui), Gaëtane Thiney (77. Marie-Laure Delie) Cheftrainer: Philippe Bergeroo ( Wales) | Frankreich |
| England                                     | 0:1 Gaëtane Thiney (6.) 0:2 Camille Abily (18.) | | Frankreich |
| England                                     | Fara Williams | Eugénie Le Sommer, Élise Bussaglia | Frankreich |
| 12. März 2014 in Nikosia (GSP-Stadion)      | | |            |
| Ergebnis: 0:2 (0:2)                         | | |            |
| Schiedsrichterin: Esther Staubli ( Schweiz) | | |            |

## Torschützinnen
| Rang | Spielerin              | Tore |
| ---- | ---------------------- | ---- |
| 1    | Lisa Evans             | 4    |
| 2    | Emily van Egmond       | 3    |
| 2    | Michelle Heyman        | 3    |
| 2    | Jane Ross              | 3    |
| 6    | Katrina Gorry          | 2    |
| 6    | Sam Kerr               | 2    |
| 6    | Diana Matheson         | 2    |
| 6    | Sophie Schmidt         | 2    |
| 6    | Lianne Sanderson       | 2    |
| 6    | Élise Bussaglia        | 2    |
| 6    | Patrizia Panico        | 2    |
| 6    | Ji So-yun              | 2    |
| 6    | Kwon Hah-nul           | 2    |
| 6    | Yoo Young-a            | 2    |
| 6    | Vivianne Miedema       | 2    |
| 6    | Hannah Wilkinson       | 2    |
| 6    | Ana Maria Crnogorčević | 2    |
| 6    | Eseosa Aigbogun*       | 2    |

| Rang | Spielerin          | Tore |
| ---- | ------------------ | ---- |
| 19   | Hayley Raso*       | 1    |
| 19   | Kaylyn Kyle        | 1    |
| 19   | Adriana Leon       | 1    |
| 19   | Christine Sinclair | 1    |
| 19   | Eniola Aluko       | 1    |
| 19   | Anita Asante       | 1    |
| 19   | Gemma Bonner*      | 1    |
| 19   | Karen Carney       | 1    |
| 19   | Toni Duggan        | 1    |
| 19   | Sanna Talonen      | 1    |
| 19   | Camille Abily      | 1    |
| 19   | Marie-Laure Delie  | 1    |
| 19   | Louisa Nécib       | 1    |
| 19   | Wendie Renard      | 1    |
| 19   | Gaetane Thiney     | 1    |
| 19   | Élodie Thomis      | 1    |
| 19   | Aine O’Gorman      | 1    |
| 19   | Denise O’Sullivan  | 1    |

| Rang | Spielerin              | Tore |
| ---- | ---------------------- | ---- |
| 19   | Louise Quinn           | 1    |
| 19   | Stephanie Roche        | 1    |
| 19   | Cristiana Girelli      | 1    |
| 19   | Alessia Tuttino        | 1    |
| 19   | Park Hee-young*        | 1    |
| 19   | Maayke Heuver*         | 1    |
| 19   | Manon Melis            | 1    |
| 19   | Marlous Pieëte         | 1    |
| 19   | Stefanie van der Gragt | 1    |
| 19   | Sarah Gregorius        | 1    |
| 19   | Lara Dickenmann        | 1    |
| 19   | Jennifer Beattie       | 1    |
| 19   | Kim Little             | 1    |
| 19   | Leanne Ross            | 1    |

Anmerkungen: * = 1. Länderspieltor(e) der Spielerin
Zudem ein Eigentor durch Jennifer Beattie im Spiel gegen Frankreich

## Besonderheiten
- Während des Turniers machte Gaëtane Thiney ihr 100. Länderspiel und erzielte Patrizia Panico ihr 100. Länderspieltor.